# Катарина фон Брауншвайг-Волфенбютел
Катарина фон Брауншвайг-Волфенбютел (на немски: Katharina von Braunschweig-Wolfenbüttel; Katharina von Braunschweig-Lüneburg in Giffhorn; * ок. 1388 в Брауншвайг; † между 3 май 1436 и 26 ноември 1439) е принцеса от род Велфи от Брауншвайг-Люнебург-Гифхорн и Волфенбютел и чрез женитба графиня на Шварцбург-Зондерсхаузен-Бланкенбург.
Тя е дъщеря на херцог Фридрих I фон Брауншвайг-Волфенбютел († 1400) и съпругата му Анна фон Саксония-Витенберг († 1426), дъщеря на херцог и курфюрст Венцел фон Саксония-Витенберг († 1388) и съпругата му Цецилия от Карара († 1430/1434). Тя е сестра на Анна фон Брауншвайг-Волфенбютел († 1432), омъжена през 1410 г. за херцог Фридрих IV фон Хабсбург от Тирол († 1439).

## Фамилия
Катарина фон Брауншвайг се омъжва през 1413 г. за граф Хайнрих XXIV фон Шварцбург-Зондерсхаузен-Бланкенбург (* 1388; † 4 октомври 1444 в Арнщат), син на граф Гюнтер XXX фон Шварцбург-Зондерсхаузен († 1416) и Анна фон Лойхтенберг († 1423). Той е брат на Гюнтер II фон Шварцбург, който е архиепископ на Магдебург (1403 – 1445). Те имат децата:
- Анна фон Шварцбург-Бланкенбург (* 26 януари 1416; † 24 декмеври 1481), омъжена на 17 юни 1435 г. в Зондерсхаузен за граф Бото фон Щолберг Стари († 1455), граф и на Вернигероде
- Хайнрих XXVI фон Шварцбург-Бланкенбург (* 23 октомври 1418; † 26 ноември 1488), граф на Шварцбург-Бланкенбург (1444 – 1488), във Вахселбург 1450, женен на 15 юли 1434 г. за принцеса Елизабет фон Клеве († 1488), дъщеря на херцог Адолф II фон Клеве-Марк († 1448) и Мария Бургундска († 1463)
- Маргарета (* 15 април 1421; † млада)